# یواس‌اس واپاکونتا (وای‌تی‌بی-۷۶۶)
یواس‌اس واپاکونتا (وای‌تی‌بی-۷۶۶) (به انگلیسی: USS Wapakoneta (YTB-766)) یک کشتی بود که طول آن ۱۰۹ فوت ۰ اینچ (۳۳٫۲۲ متر) بود. این کشتی در سال ۱۹۶۳ ساخته شد.